# Осники (Тернопольская область)
Осники (укр. Осники) — село в Лановецкой городской общине Кременецкого района Тернопольской области Украины.
До 2020 года входило в Лановецкий район.
Код КОАТУУ — 6123884505. Население по переписи 2001 года составляло 211 человек.

## Географическое положение
Село Осники находится на левом берегу реки Жердь,
выше по течению примыкает село Молотков,
на противоположном берегу — село Лысогорка.
Через село проходит автомобильная дорога Т-2012 (Т-2325).

## История
- 1938 год — дата основания, хотя есть упоминание о селе в 1545 году.

## Объекты социальной сферы
- Школа I ст.
- Клуб.

## Достопримечательности
- Братская могила советских воинов.